# Rexford (Montana)
Rexford è una città degli Stati Uniti d'America situata nel Montana, nella Contea di Lincoln.